# Ryglice
Ryglice – miasto w województwie małopolskim, w powiecie tarnowskim, siedziba gminy miejsko-wiejskiej Ryglice. Położone około 20 km na południowy wschód od Tarnowa, w pobliżu Tuchowa. Prawa miejskie posiadało w latach 1824–1934 i od 2001 r.
Według danych GUS z 1 stycznia 2024 r. miasto miało 2673 mieszkańców.

## Położenie
Miasto znajduje się na Pogórzu Ciężkowickim, u północnych podnóży Pasma Brzanki. Przez miejscowość przepływa potok Szwedka i jego dopływy: Rygliczanka i Zalasówka.
Według danych z 1 stycznia 2011 r. powierzchnia miasta wynosiła 25,15 km².
W latach 1975–1998 miasto administracyjnie należało do województwa tarnowskiego.

## Historia
Pierwsza wzmianka o miejscowości pochodzi z 1301 r. (osada istniała prawdopodobnie już w XII w.), kiedy to książę Władysław Łokietek ustanowił właścicielami wsi Władysława Burzę i Wawrzyńca Kielanowskiego. W XIV w. w Ryglicach ustanowiono parafię. Znaczny rozwój wsi nastąpił za czasów panowania Kazimierza Wielkiego. Przybyli wówczas pierwsi Żydzi, rozwijały się handel i rzemiosło. W XVII w. rozwój został zahamowany z powodu powodzi, epidemii cholery, najazdów Szwedów, Tatarów i Kozaków. W 1656 roku w Ryglicach pobito Szwedów – na pamiątkę tego wydarzenia potok przepływający przez miasto nosi nazwę Szwedka.
W rzezi galicyjskiej 1846 r. brali udział chłopi z Ryglic i okolicznych wsi (4 osoby zamordowano, 5 zostało aresztowanych przez władze austriackie). W listopadzie 1914 r. do miasta wkroczyły wojska rosyjskie, które okupowały miejscowość do maja 1915 roku. 24 grudnia 1914 na terenie Ryglic miała miejsce bitwa między Rosjanami a wojskami austro-węgierskimi. Kolejna bitwa rozegrała się 2 maja 1915 r. Po I wojnie światowej w okolicy pozostało 86 cmentarzy wojennych, także w Ryglicach.

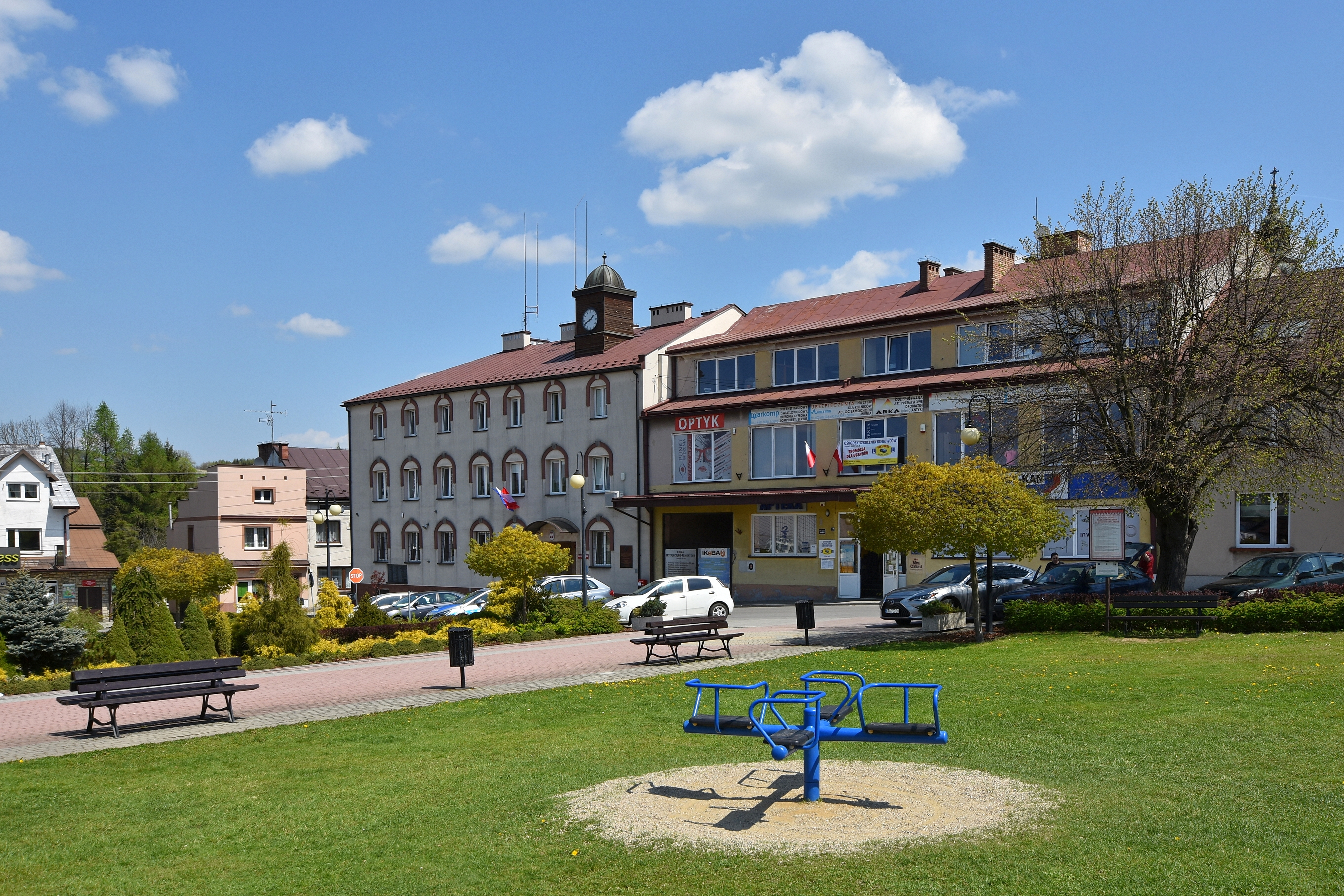
Rynek, ratusz
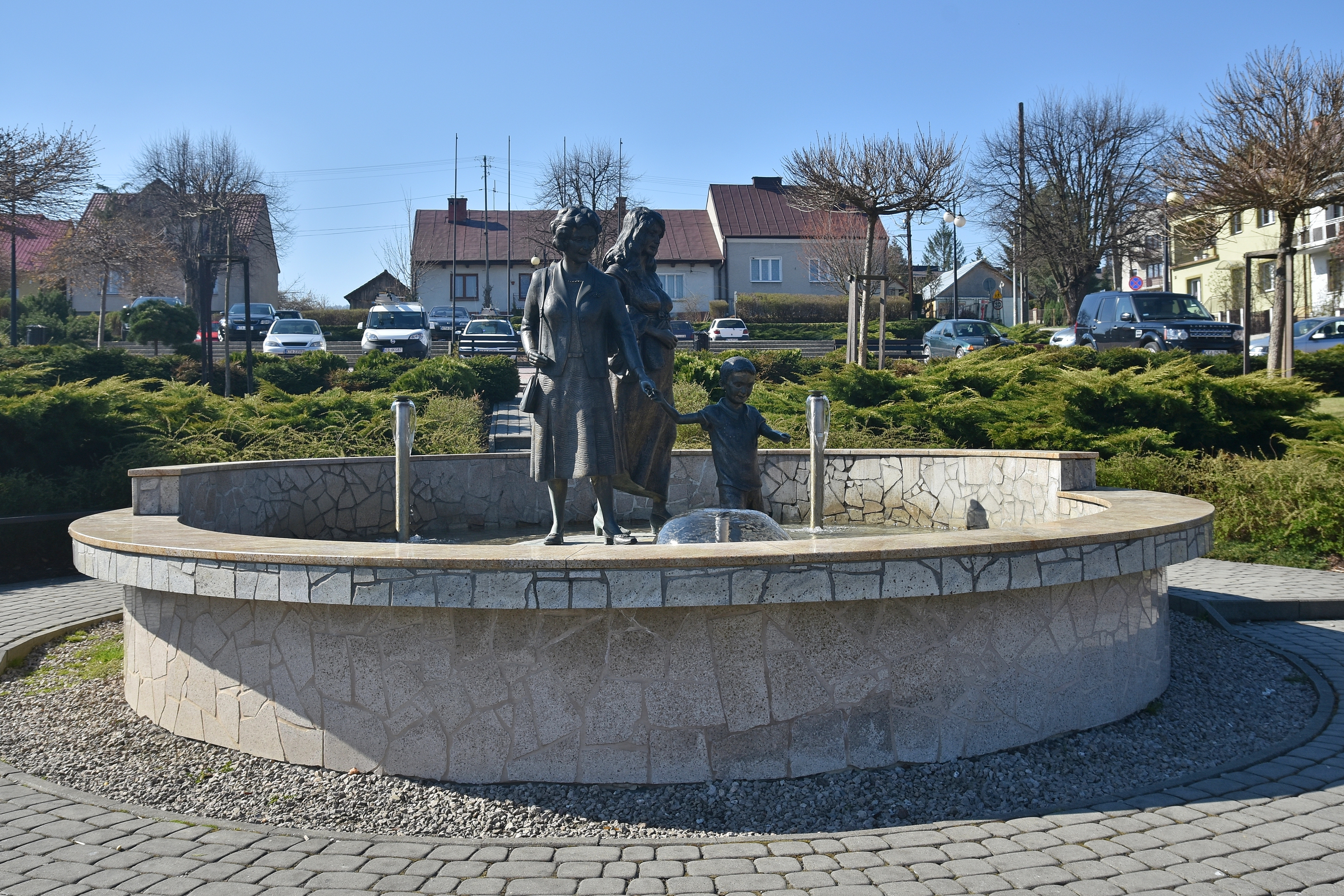
Rynek, fontanna z pomnikiem Pogórzańska Penelopa
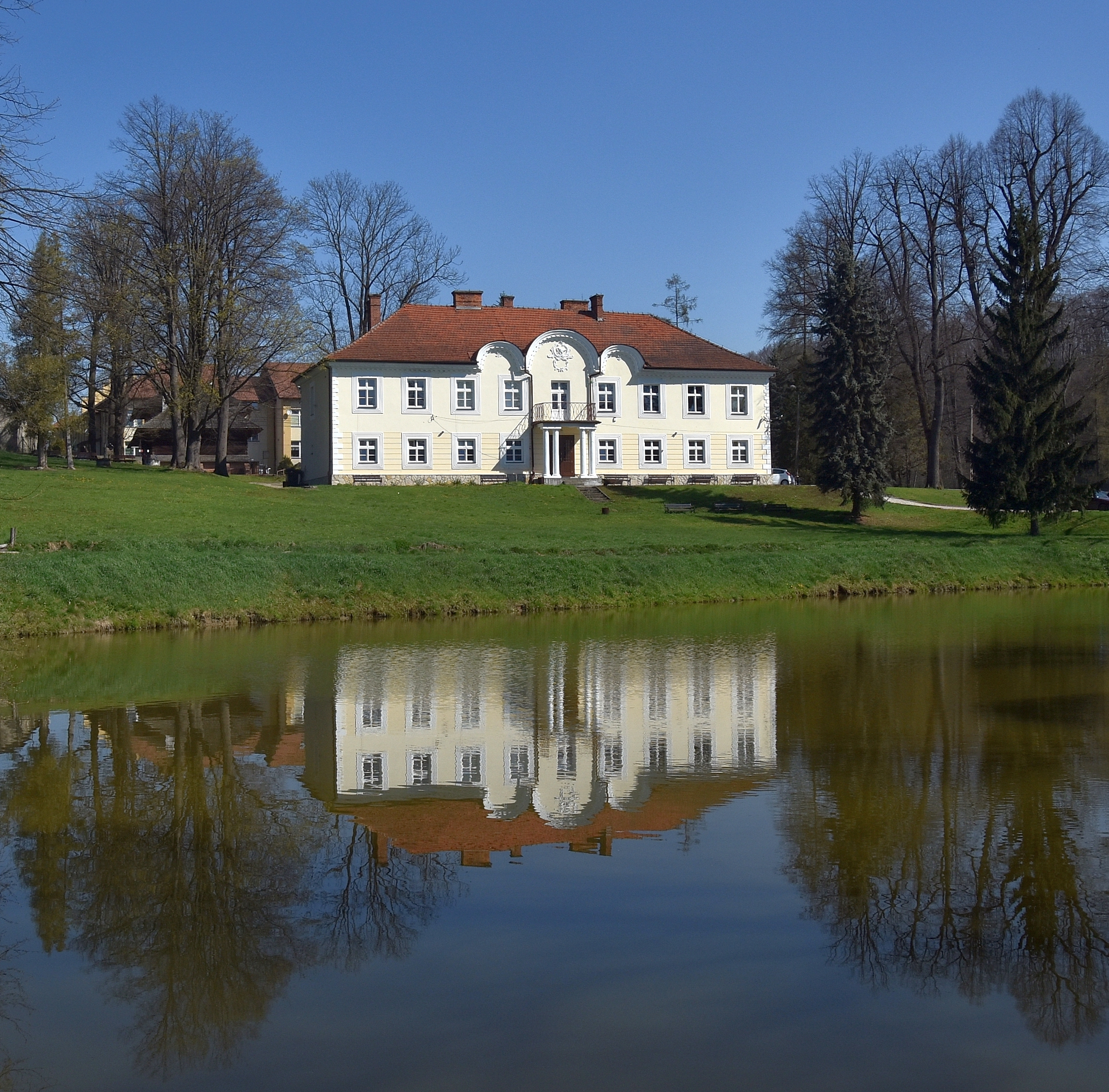
Pałac Leśniowskich i Ankwiczów

W czasie II wojny światowej, od maja 1940 r. do czerwca 1941 r., stacjonowały w Ryglicach wojska niemieckie. 22 lipca 1942 r. wszyscy Żydzi z Ryglic (przed wojną mieszkało ich tutaj 412) zostali wywiezieni do getta w Tuchowie, a stamtąd najprawdopodobniej do obozu zagłady w Bełżcu. Wcześniej, w 1940 r., spalona została przez żandarmów z Tarnowa żydowska bożnica. Świadkiem niemal 600-letniej obecności Żydów w Ryglicach pozostał cmentarz (kirkut), który po latach zapomnienia został odnowiony w 2006 r. W 1944 i 1945 r. wojska niemieckie spaliły dużą część miasteczka (m.in. ratusz z wieżą zegarową, XVIII-wieczne zabudowania) oraz wysadziły wszystkie 3 mosty. Ostatnie oddziały opuściły Ryglice 17 stycznia o godzinie 11.30. W czasie II wojny życie straciło niemal 500 obywateli Ryglic (75 Polaków oraz bez mała wszyscy Żydzi). Po wojnie Ryglice otrzymują prąd oraz asfaltowe drogi, natomiast w latach 90. XX w. przeprowadzono gazyfikację i telefonizację całej gminy.
21 września 2008 r. na odnowionym Rynku odsłonięto fontannę z pomnikiem Pogórzańska Penelopa (zwanym pomnikiem emigranta) autorstwa Jacka Kucaby.

## Demografia

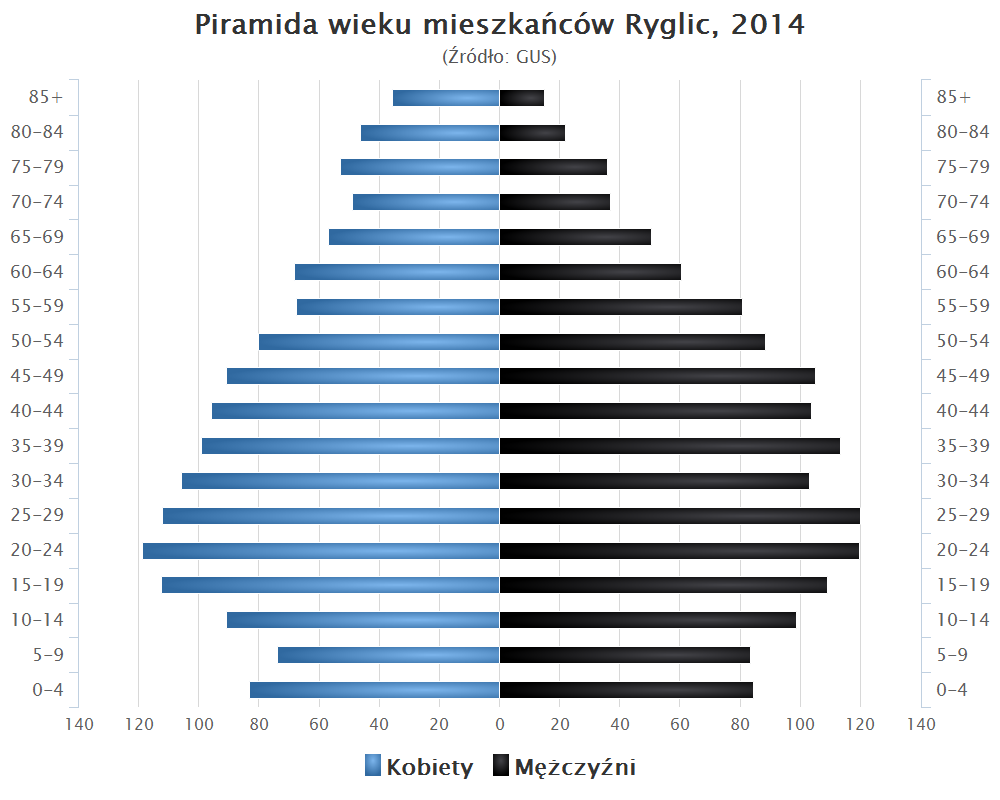
Piramida wieku mieszkańców Ryglic w 2014 r.

## Zabytki
Obiekty wpisane do rejestru zabytków nieruchomych województwa małopolskiego.
- zespół pałacowo-parkowy z XVIII w.
- spichlerz podworski z XVIII w.
- cmentarz z I wojny światowej
- kościół parafialny pw. św. Katarzyny z 1940 r.

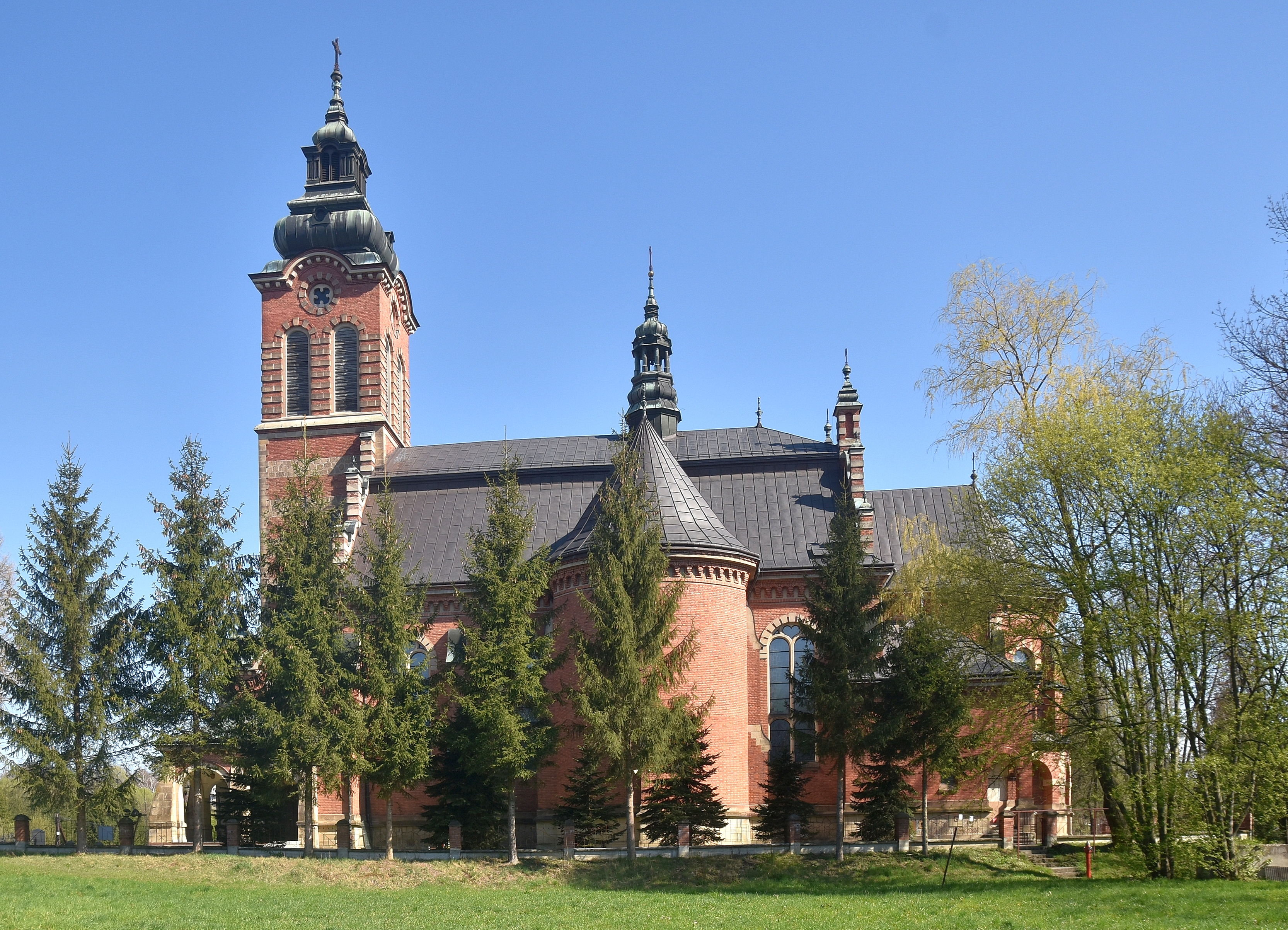
Kościół parafialny
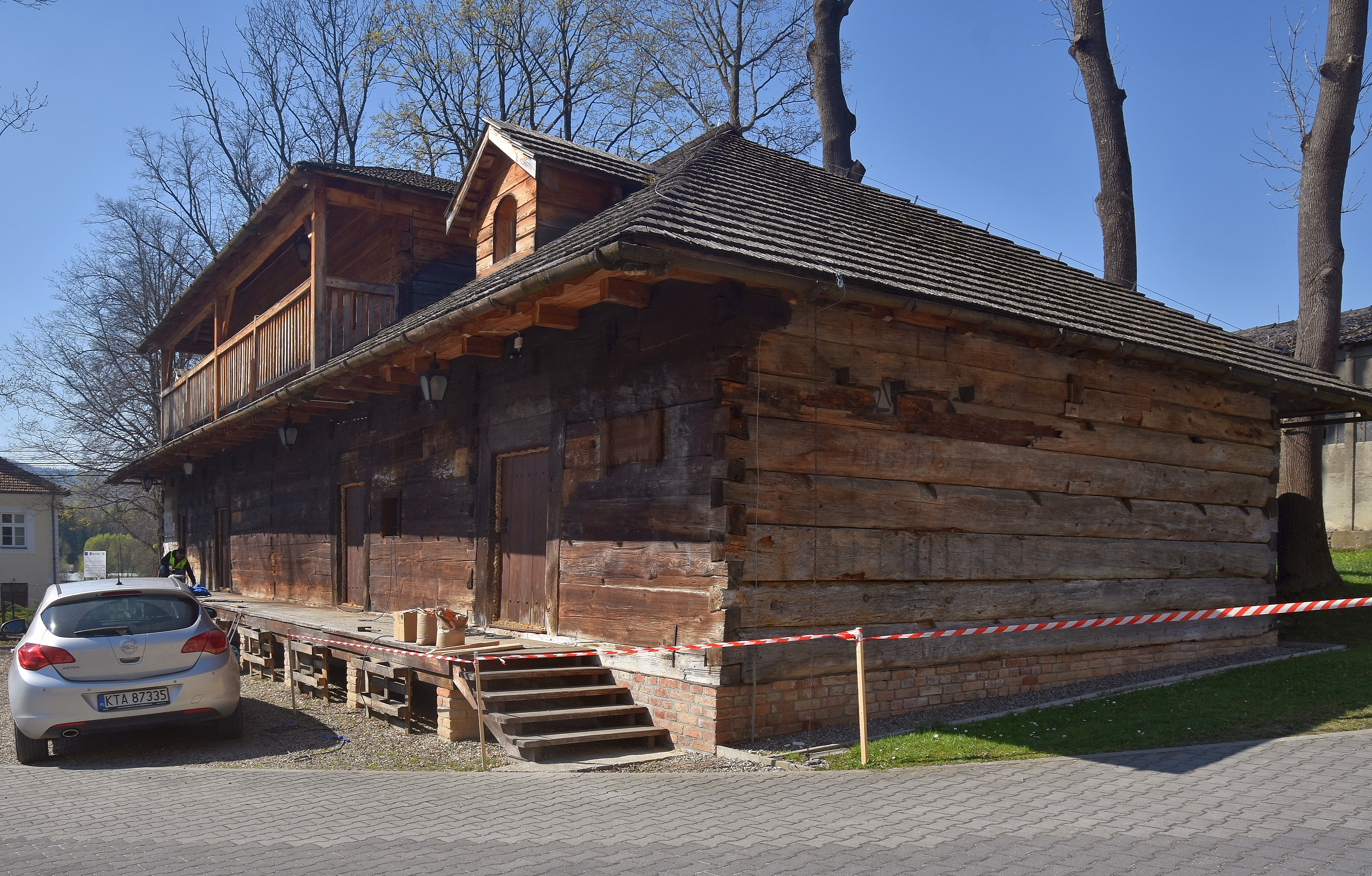
Spichlerz podworski
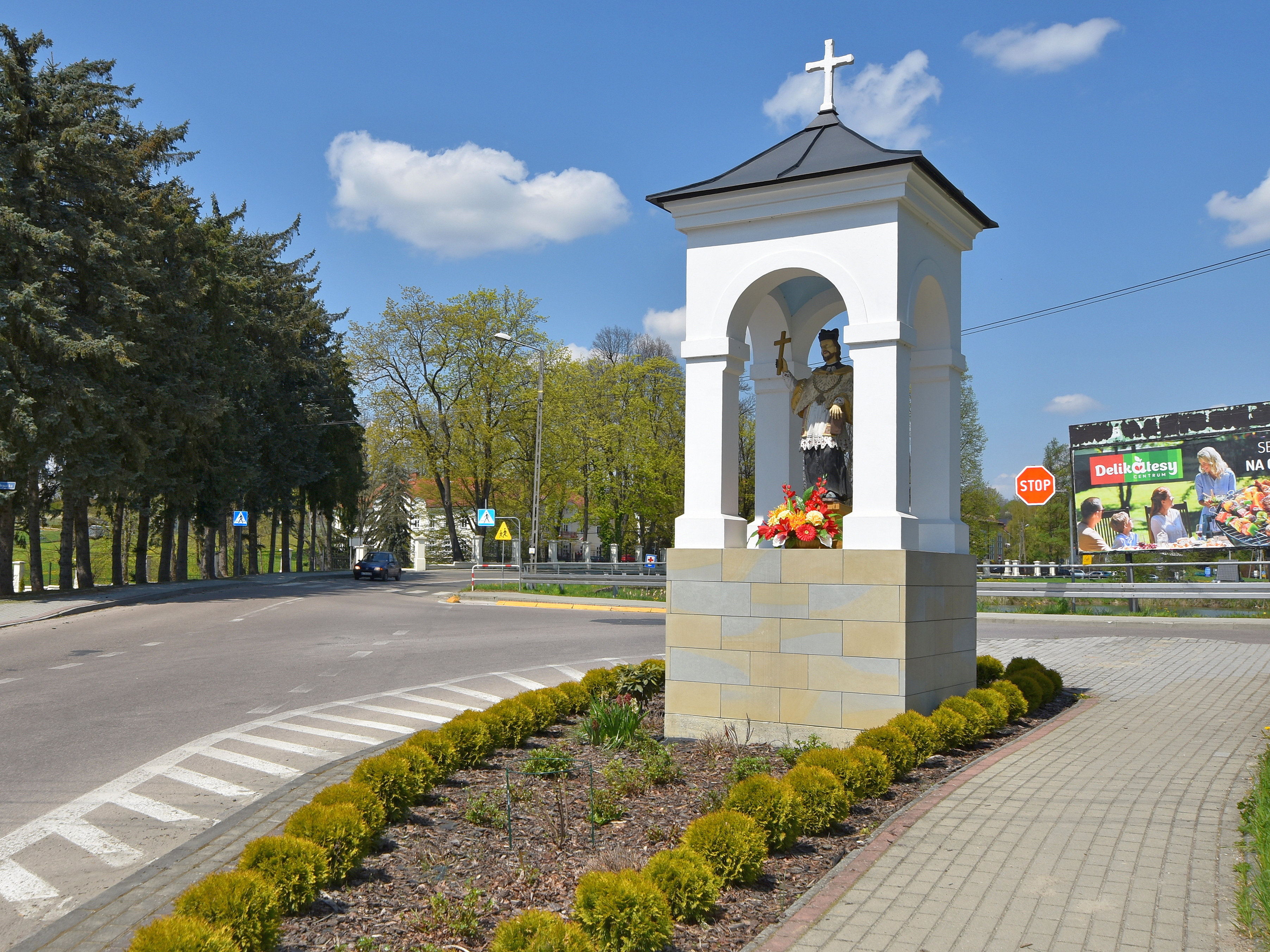
Kapliczka św. Jana Nepomucena

## Komunikacja
Przez teren miasta przebiegają następujące drogi powiatowe:
- Tarnów – Ryglice
- Jasło – Ryglice – Tuchów
- Ryglice – Żurowa – Ołpiny

Połączenia autobusowe – realizowane przez Mądeltrans:
- Tarnów
- Kowalowa

Najbliższa stacja kolejowa znajduje się w Tuchowie.

## Sport
- Klub Sportowy Ryglice – sekcja piłki nożnej[11] siatkówki oraz sekcja biegowa.

## Współpraca międzynarodowa
Miasta i gminy partnerskie:  Törökszentmiklós – Węgry

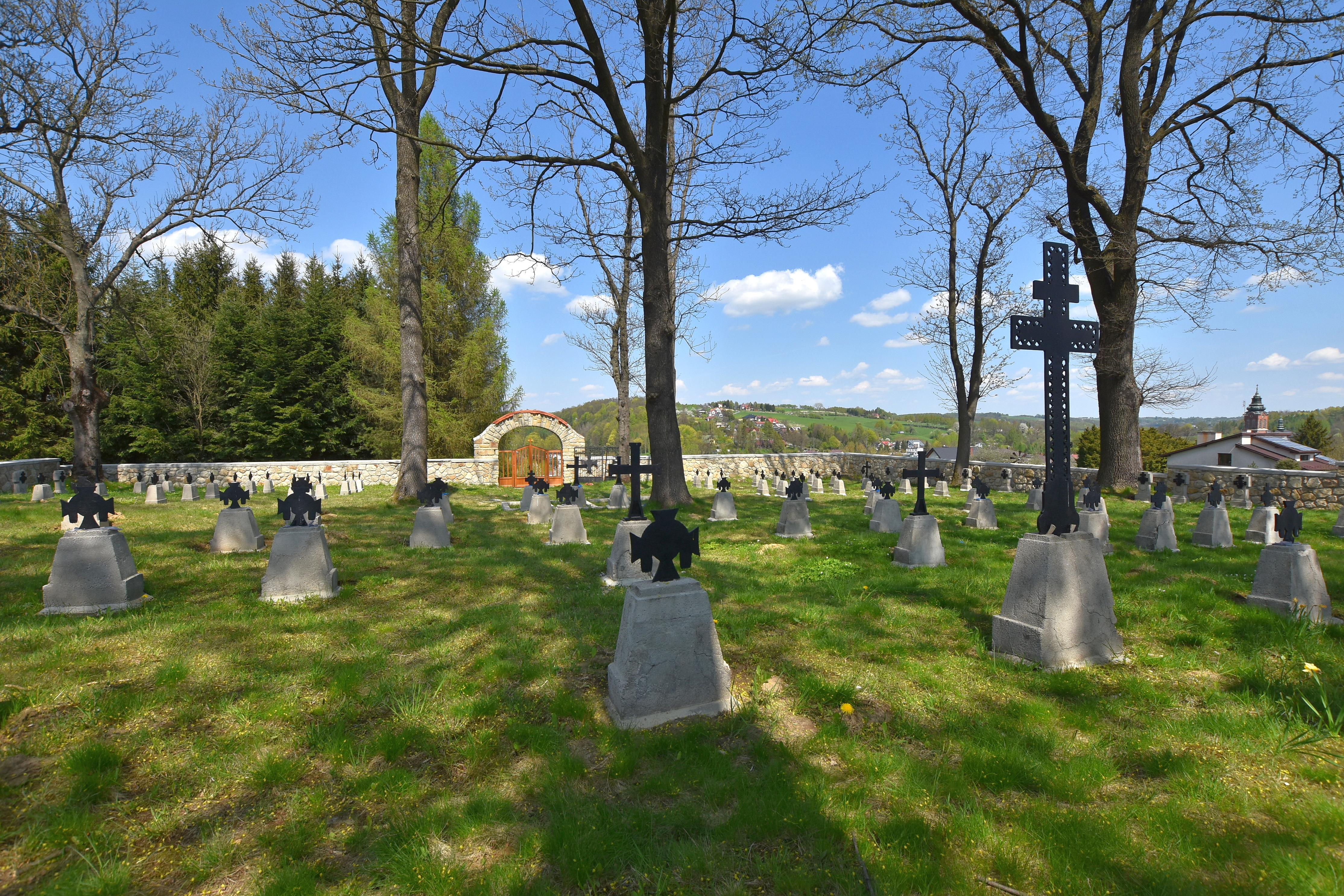
Cmentarz wojenny nr 167
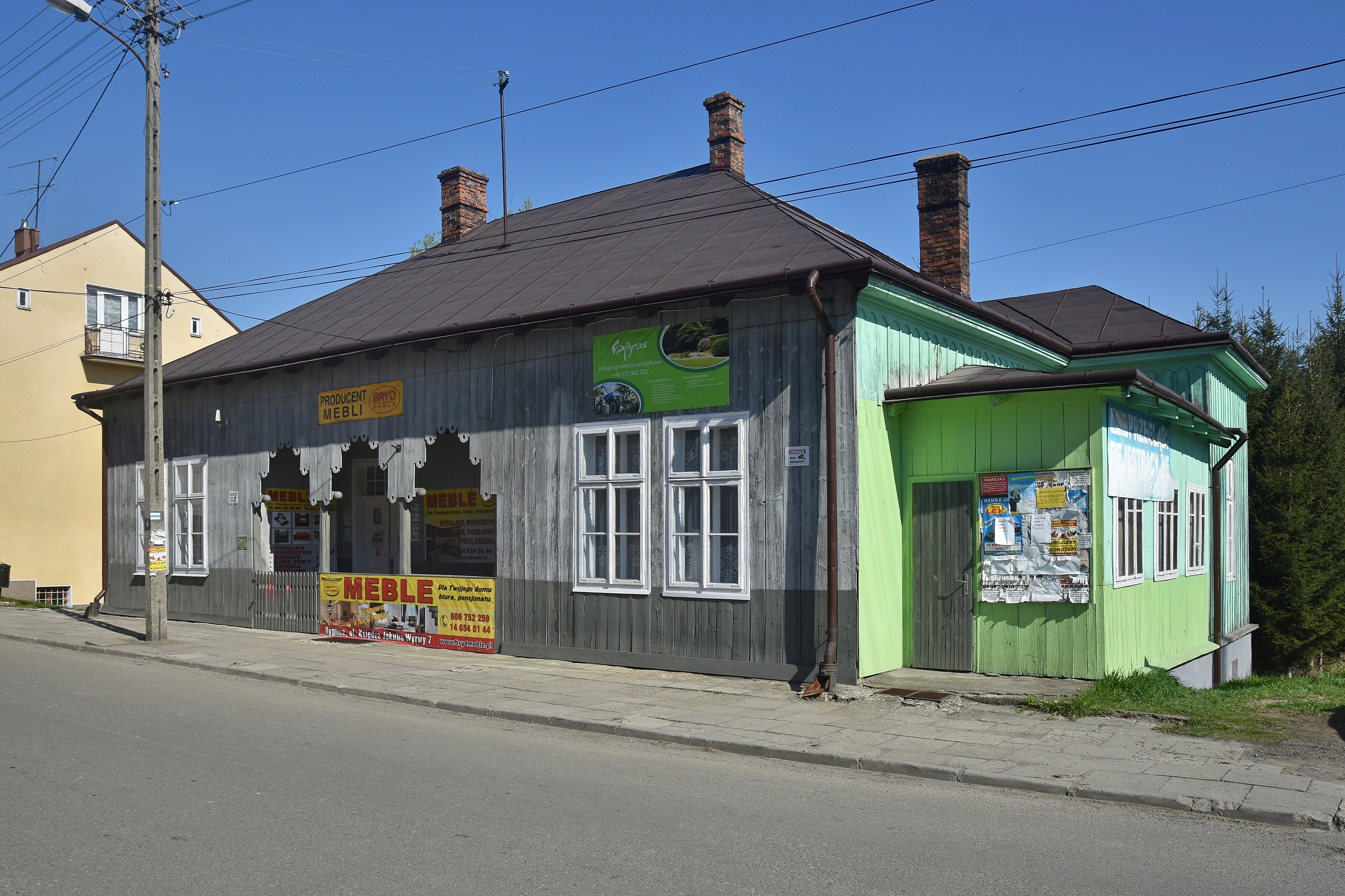
Dawna zabudowa
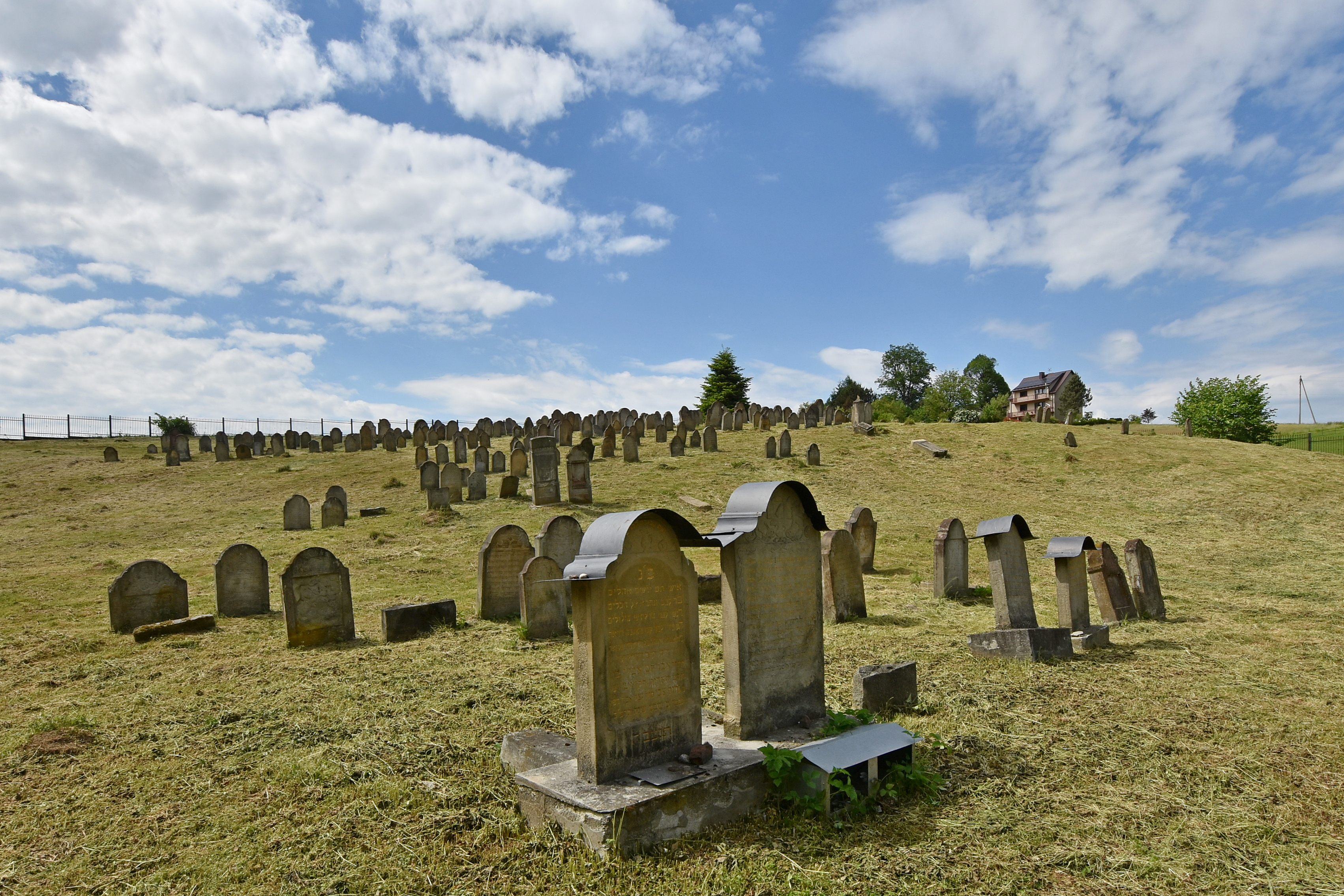
Kirkut